# Reverdie
Reverdie là một thể loại thơ cổ điển của Pháp để chào mừng mùa xuân đến. Theo đúng nghĩa đen, nó có nghĩa là "phục hồi màu xanh lá". Thường thì nhà thơ sẽ gặp mùa Xuân, được nhân hóa bằng một người phụ nữ xinh đẹp.
Xuất phát từ những bài ballad của các nhạc sĩ yêu ca troubadour thời kỳ Trung Kỳ Trung Cổ, các bài reverdie rất phổ biến vào thời của Chaucer. Một số thí dụ tiếng Anh từ thời đó bao gồm Sumer is icumen in và Lenten ys come with love to toune. The Waste Land của T. S. Eliot và Spring and All của William Carlos Williams đều được xem là những ví dụ hiện đại của thể loại này.
Reverdie làm nền tảng cho aisling của người Ai Len, trong đó người đọc gặp nàng Ireland đang than thở về những nỗi buồn của mình.